# Alexis Gonçalves
Alexis Gonçalves Pereira (Nantua, 4 april 1997) is een Frans-Kaapverdisch voetballer die sinds 2024 uitkomt voor AS Cannes.

## Clubcarrière
Gonçalves genoot zijn jeugdopleiding bij Jura Sud Foot en Dijon FCO. Bij laatstgenoemde club debuteerde hij in het seizoen 2015/16 in het tweede elftal, dat toen uitkwam in de CFA2. Hij stroomde er echter nooit door naar het eerste elftal. Na passages van één seizoen bij RC Grasse en SC Toulon, telkens in de Championnat National 2, stapte hij in 2019 over naar tweedeklasser LB Châteauroux.
In juli 2021 ondertekende hij een contract voor één seizoen met optie bij de Belgische tweedeklasser RWDM. Daar liet trainer Vincent Euvrard hem tijdens de heenronde tien keer invallen in de Proximus League. Zijn enige basisplaats van het seizoen kreeg hij in de bekerwedstrijd tegen URSL Visé. Op 26 januari 2022 kondigde RWDM aan dat Gonçalves het seizoen op huurbasis zou uitdoen bij Francs Borains in Eerste nationale. Daar was hij in zijn debuutwedstrijd meteen goed voor het enige doelpunt in de 1-0-zege tegen KVK Tienen. Het bleef uiteindelijk zijn enige officiële doelpunt voor Francs Borains.
In juni 2022 keerde Gonçalves terug naar Frankrijk, waar hij voor GOAL FC ging voetballen. In zijn debuutseizoen droeg hij met tien competitiegoals bij aan de historische promotie van de club naar de Championnat National, waarop zijn contract verlengd werd. In zijn tweede seizoen trof hij vier keer raak in de competitie. Zijn doelpunt tegen AS Nancy op de elfde competitiespeeldag, het enige van de wedstrijd, was weliswaar al zijn laatste doelpunt van het seizoen. Het einde van het seizoen 2023/24, waarin GOAL FC er net niet in slaagde om het behoud in de Championnat National te verzekeren, miste Gonçalves door een blessure.
Na twee seizoenen bij GOAL FC zette Gonçalves zijn carrière verder bij AS Cannes.

## Interlandcarrière
Gonçalves maakte op 8 juni 2021 zijn interlanddebuut voor Kaapverdië: in de vriendschappelijke interland tegen Senegal viel hij in de 70e minuut in voor Júlio Tavares.
| Interlands van Alexis Gonçalves | Interlands van Alexis Gonçalves | Interlands van Alexis Gonçalves | Interlands van Alexis Gonçalves | Interlands van Alexis Gonçalves | Interlands van Alexis Gonçalves | Interlands van Alexis Gonçalves |
| No.                             | Datum                           | Wedstrijd                       | Uitslag                         | Soort Wedstrijd                 | Doelpunten                      |                                 |
| Als speler bij LB Châteauroux   | Als speler bij LB Châteauroux   | Als speler bij LB Châteauroux   | Als speler bij LB Châteauroux   | Als speler bij LB Châteauroux   | Als speler bij LB Châteauroux   | Als speler bij LB Châteauroux   |
| ------------------------------- | ------------------------------- | ------------------------------- | ------------------------------- | ------------------------------- | ------------------------------- | ------------------------------- |
| 1.                              | 8 juni 2021                     | Senegal – Kaapverdië            | 2 – 0                           | Vriendschappelijk               | -                               |                                 |
| Totaal                          | Totaal                          | Totaal                          | Totaal                          | Totaal                          | -                               |                                 |

Bijgewerkt tot 11 februari 2025